# مقبرة علي مردان خان
مقبرة علي مردان خان إحدى القبور ذو المخطط المثمن بني في العصر المغولي في مدينة لاهور في باكستان عام 1630.

## علي مردان خان
كان علي مردان خان كرديًا عمل لأول مرة في بلاط الحاكم الصفوي الفارسي شاه قبل أن ينتقل إلى البلاط المغولي، كان من ذوي الخبرة في إدارة الأعمال الهندسية، خاصة بناء القنوات، وعمل في العديد من المشاريع الكبيرة في أراضي موغال في باكستان وأفغناستان، عُيِّن حاكمًا بكشمير ثم البنجاب في عام 1639 توفى عام 1957 أثناء ذهابه إلى كشمير، على الرغم أنه كان مهندسًا فقد أصبح ينظر إليه محليًا على أنه شخصية روحية بارزة، ويسمى السكان المحليون ضريح ماردان خان.

## المقبرة
المقبرة الآن شبه مدمرة تفتقر إلى زخرفتها على الرغم من أن الهيكل الرئيسى سليم مبنيّ من الطوب بقبة يبلغ قطرها 42 قدمًا (13مترًا) فوق أسطوانة مثمنة الأضلاع مع أيونات على كل جانب توجد أكشاك حول الجزء العلوي من البرميل يقف القبر على منصة مثمنة الأضلاع، مع كل جانب 58 قدمًا (18مترًا) عند الحافة كان من المفترض أن يكون مزينًا في الأصل بواجهات حجرية وتطعيمات (كاشى كارى) ولوحات جدارية، لا تزال آثار بعضها على القبر، احتفظت بوابة الحراسة المكونة من طابقين بالكثير من زخارفها كان القبر يقف في وسط حديقة الجنة كما تفعل المقابر المغولية الأخرى.

## منطقة المقبرة
المقبرة محاطة بممتلكات السكك الحديدية، وتقع في طريق موغالبور أو الذي يقع على يمين طريق جراند ترانك، بالقرب من مسار السكة الحديد على طريق توجد لوحة لافتة مكتوب عليها (met-1) والتى تقع خلفها البوابة يمكن للناس من خلالها الوصول إلى القبر عبر الممر.